# Polyzonus fasciatus
Polyzonus fasciatus är en skalbaggsart som först beskrevs av Fabricius 1781.  Polyzonus fasciatus ingår i släktet Polyzonus och familjen långhorningar. Inga underarter finns listade i Catalogue of Life.